# Erythrina sandwicensis
Erythrina sandwicensis là một loài thực vật có hoa trong họ Đậu. Loài này được Degener miêu tả khoa học đầu tiên.

## Hình ảnh

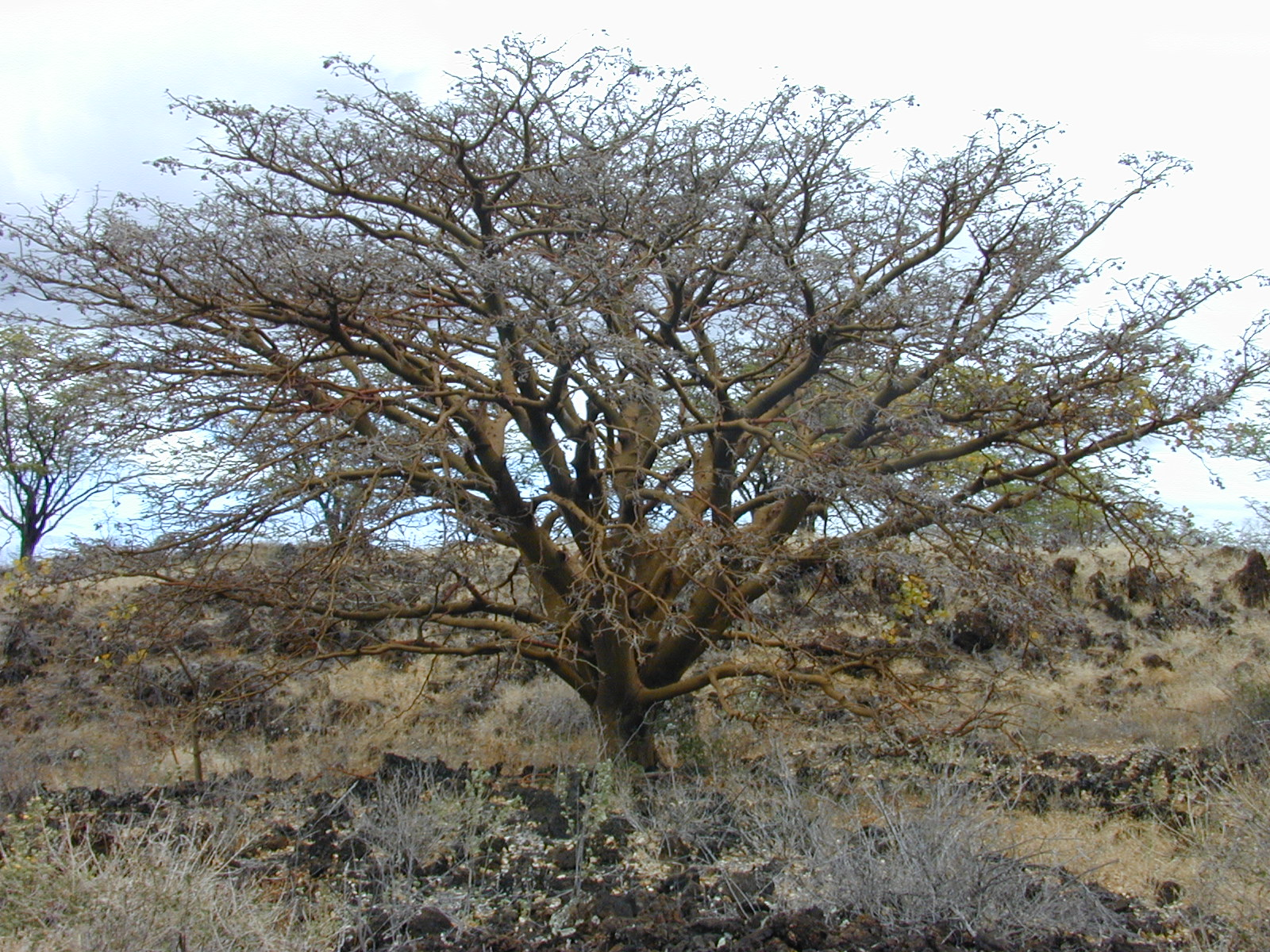
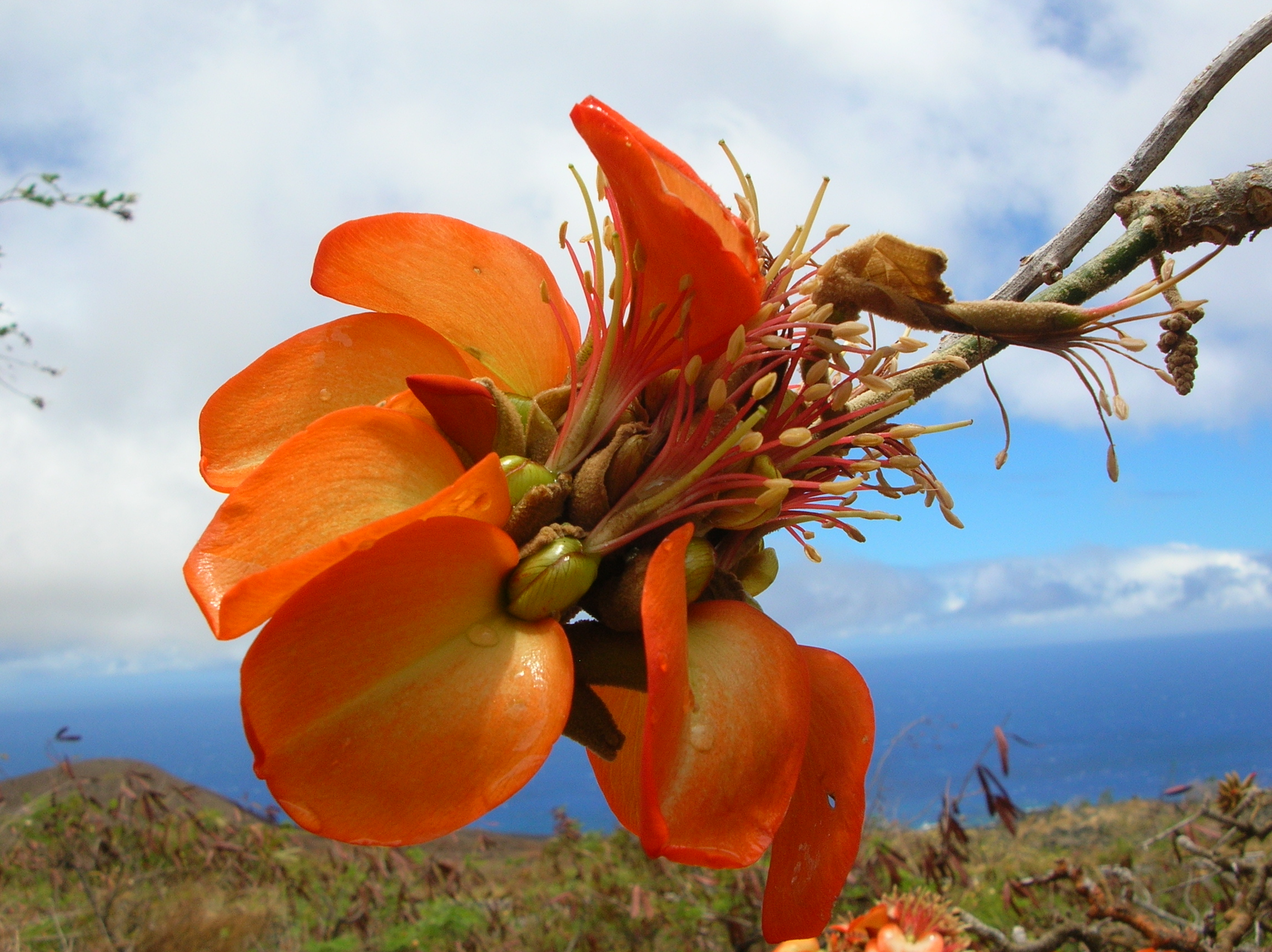
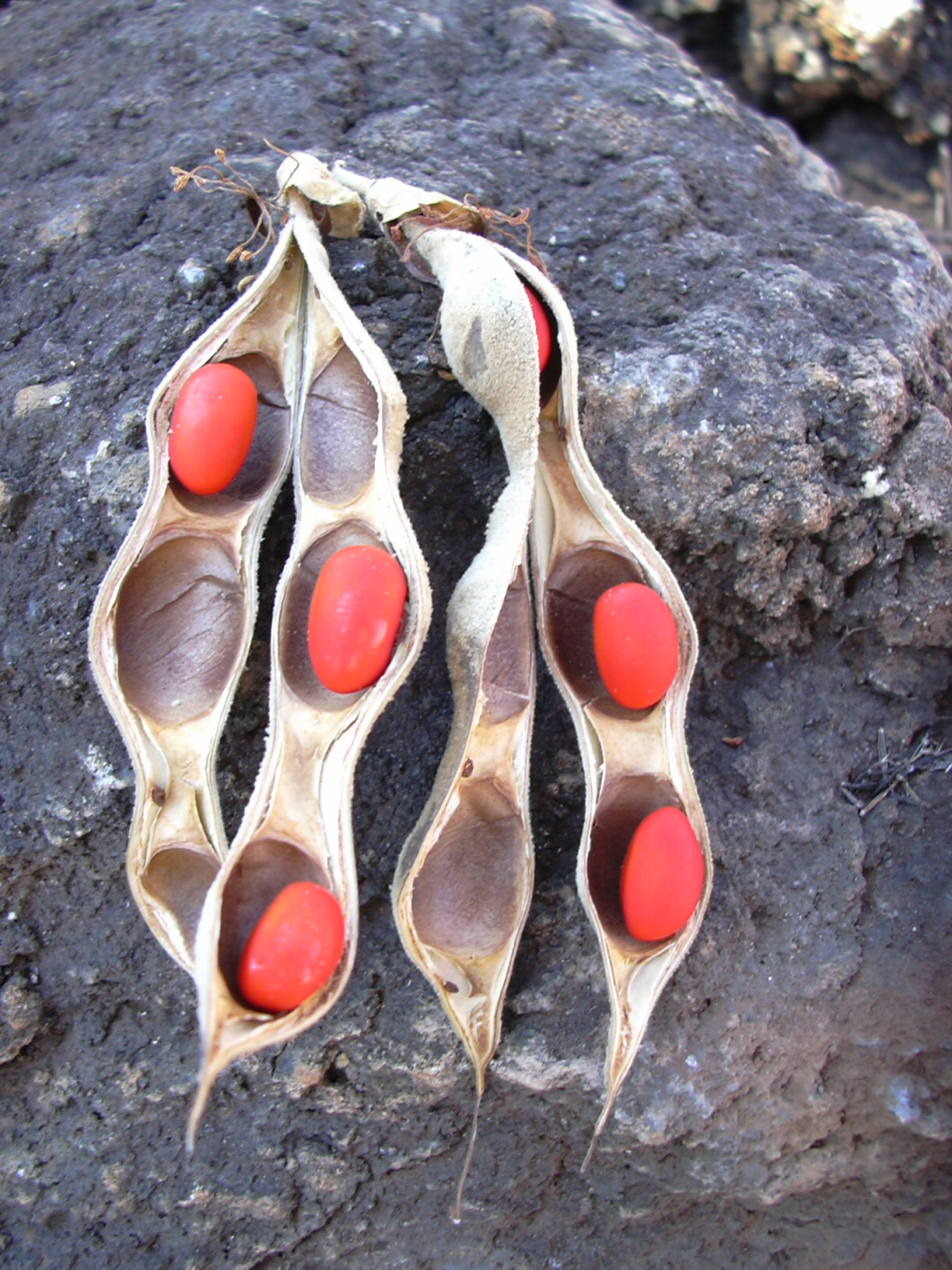
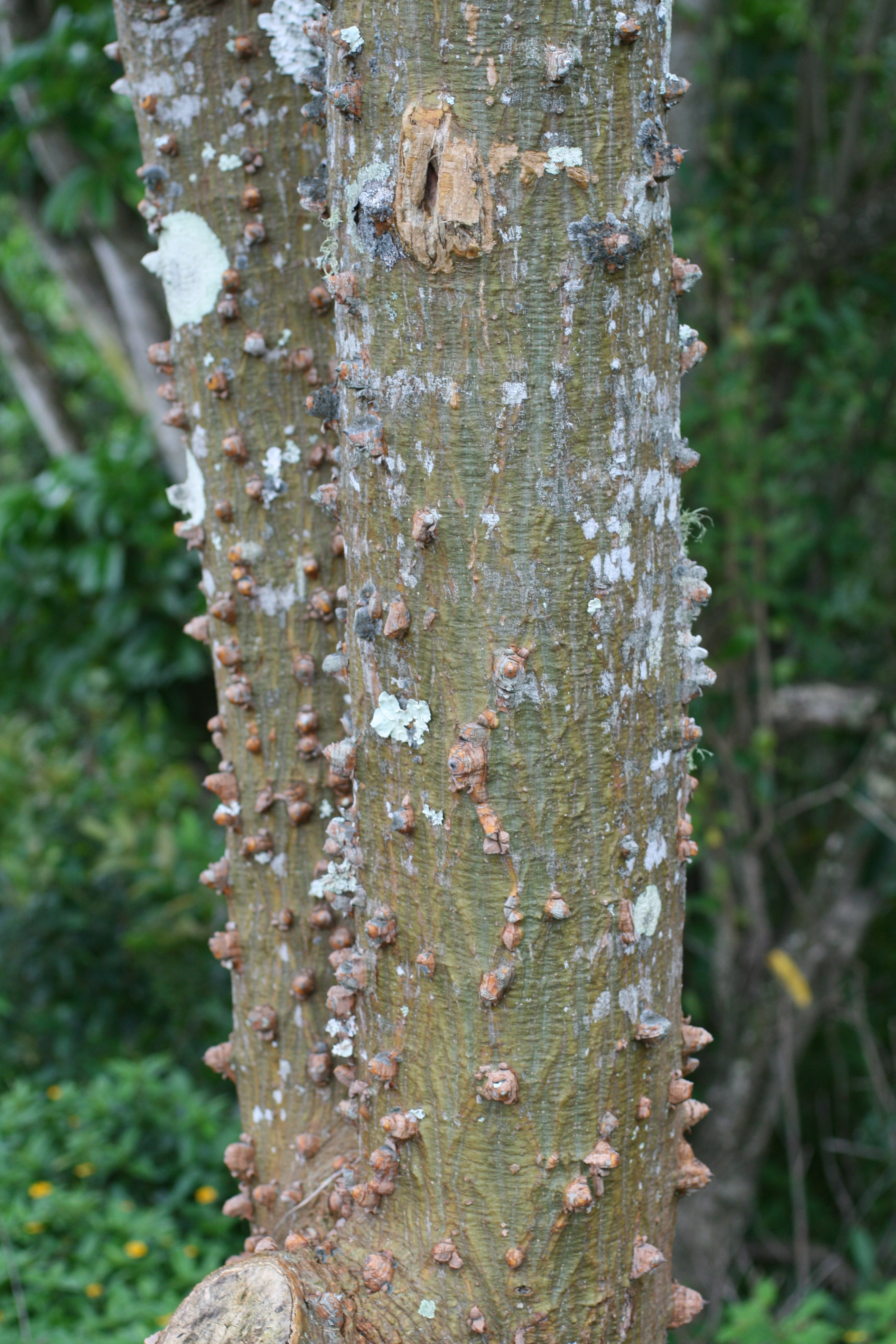